# Saint-Nom-la-Bretèche

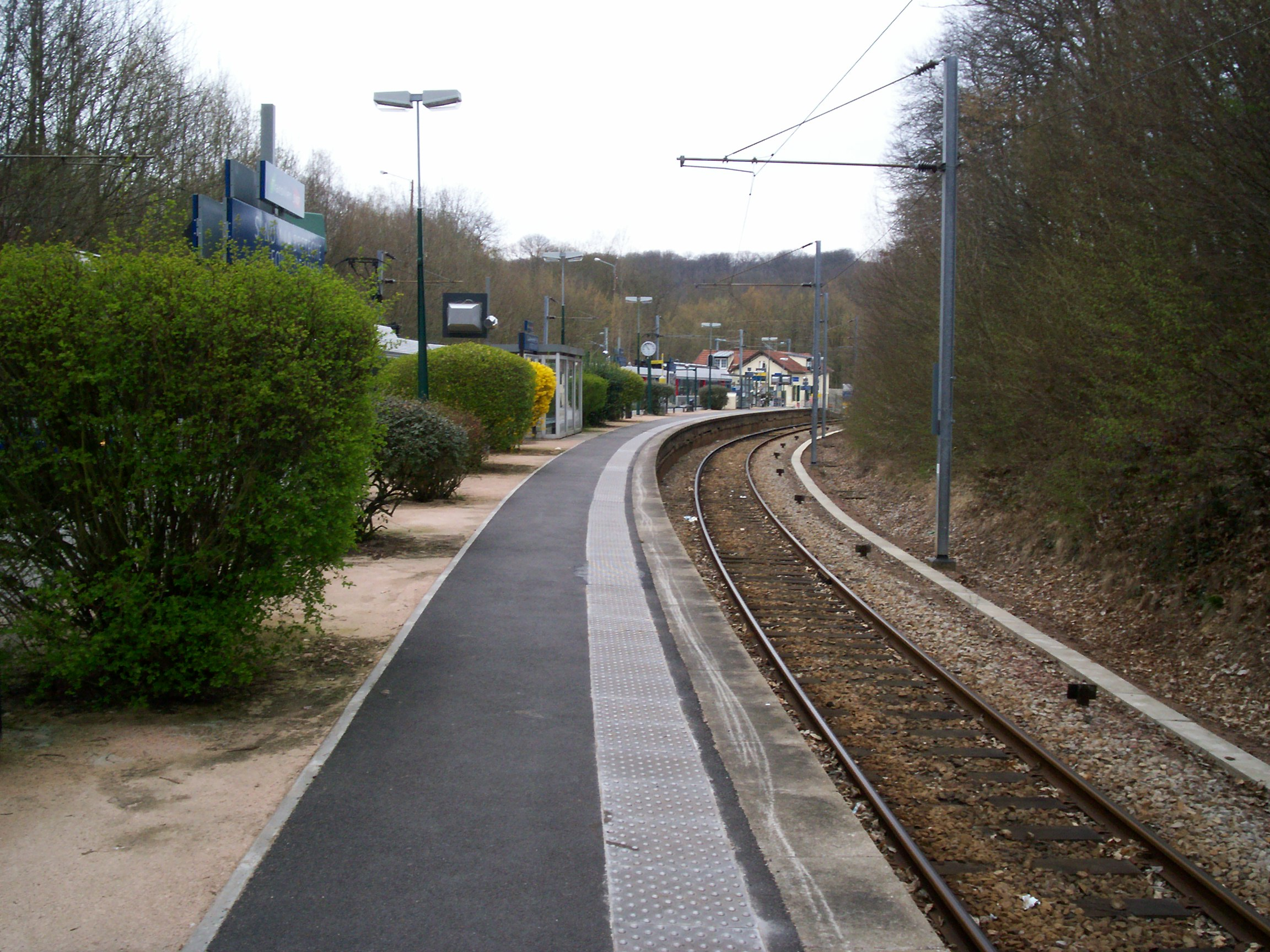
Stacja.

Saint-Nom-la-Bretèche – miejscowość i gmina we Francji, w regionie Île-de-France, w departamencie Yvelines.
Według danych na rok 1990 gminę zamieszkiwało 5071 osób, a gęstość zaludnienia wynosiła 432 osób/km² (wśród 1287 gmin regionu Île-de-France Saint-Nom-la-Bretèche plasuje się na 326. miejscu pod względem liczby ludności, natomiast pod względem powierzchni na miejscu 290.).